# Nazari Iaremciuk

Nazari Iaremciuk, întâlnit și sub forma Nazari Iaremciuc (în ucraineană Назарій Назарович Яремчук) (n. 30 noiembrie 1951, satul Revna pe Ceremuș, astăzi cartier al orașului Vijnița, regiunea Cernăuți, RSS Ucraineană - d. 30 iunie 1995, Cernăuți) a fost un renumit cântăreț huțul din Ucraina, care a primit titlul de Artist al poporului din RSS Ucraineană (1987).

## Biografie
S-a născut în satul Revna pe Ceremuș (în ucraineană Рівня, transliterat: Rîvnia, astăzi cartier al orașului Vijnița) din raionul Vijnița (regiunea Cernăuți, RSS Ucraineană), într-o familie de țărani. Era al patrulea copil al familiei. Tatăl său cânta ca tenor în corul bisericii.
A absolvit în 1963 școala primară din satul natal, iar mai târziu a urmat studii la Liceul din Vijnița. În anul 1969, după absolvirea liceului, a dat examen de admitere la Facultatea de Geografie a Universității din Cernăuți, dar nu a reușit să devină student. În același an s-a angajat ca seismolog la Institutul Geologic din Ucraina de Vest. Cu acordul comandantului militar al institutului, a urmat un curs pentru conducătorii auto. 

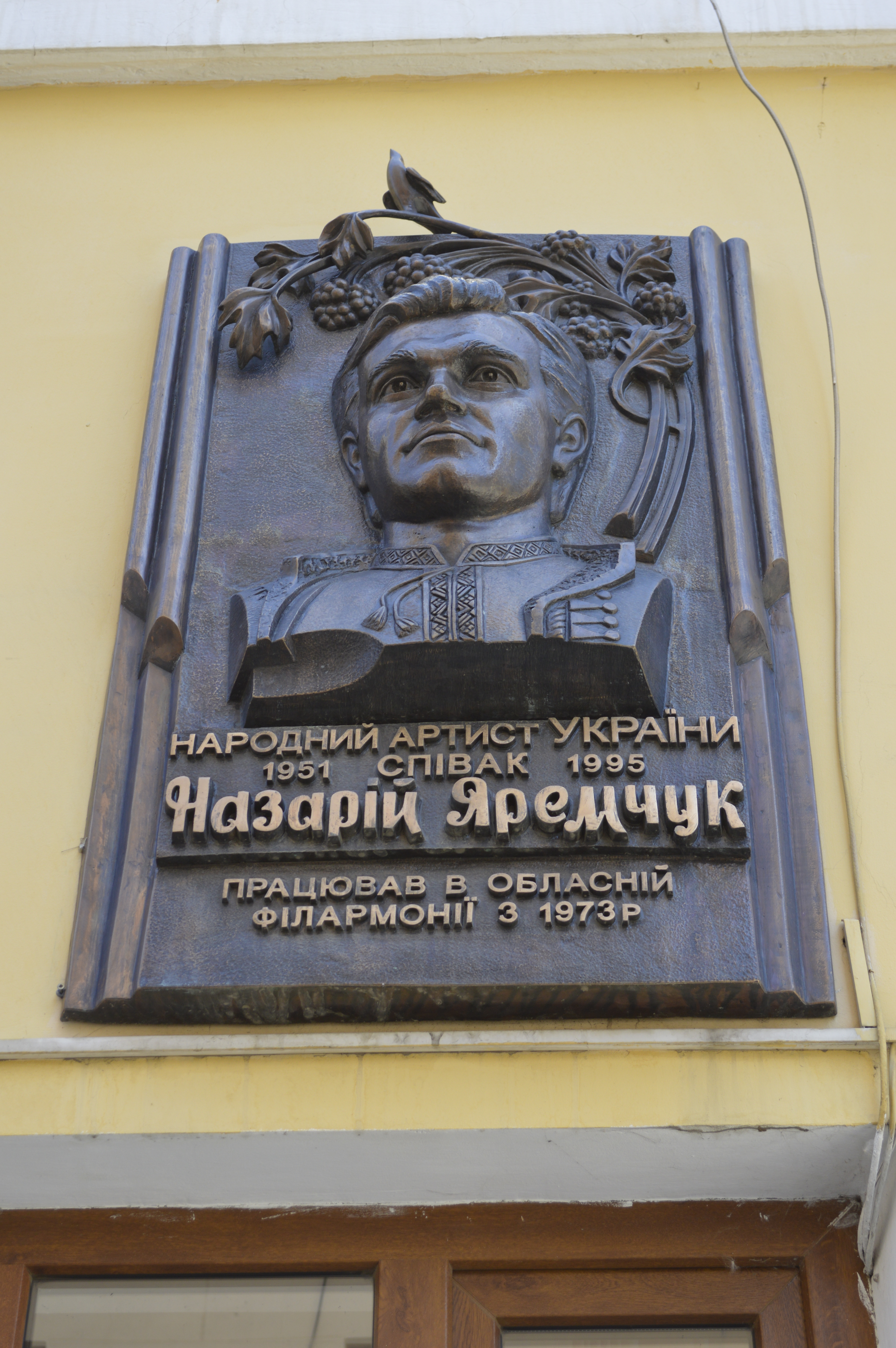
Placa memorială din Cernăuți

La acel moment, ansamblul vocal-instrumental Smericika avea nevoie de cântăreți tineri. Talentul său muzical a fost observat de către șeful ansamblului și în toamna anului 1969 Nazari Iaremciuk a început să cânte în ansamblul Smericika, împreună cu cântăreața de origine română Sofia Rotaru. În perioada 1970-1995 a fost solist vocal și instrumental al ansamblului Smericika al Filarmonicii din Cernăuți. În 1970 a reușit să fie admis la Facultatea de Geografie din Cernăuți.
Între anii 1971-1972 a participat la realizarea filmului de televiziune Cervona Ruta, care a adus popularitate ansamblului muzical Smericika oferindu-i prilejul să susțină spectacole la principalele concursuri muzicale din întreaga Uniune Sovietică din anii 1971 și 1972. În această perioadă, mama sa, Maria Darivna, a murit, acest eveniment afectându-l. El a compus mai târziu (aproape de sfârșitul vieții) cântece dedicate mamei sale, cum ar fi „Chuyesh Mamo” și „Bat'ko I Maty”.
Soliștii Nazari Iaremciuk și Vasili Zinkevici din Ansamblul Smericika au câștigat concursul unional „Alo, suntem în căutarea de talente!”, pentru interpretarea piesei „Horyanka”.
În 1975, după absolvirea facultății, a fost angajat ca inginer șef la Catedra de Geografie economică a Universității. Dragostea sa pentru muzică a fost însă mai puternică și l-a făcut să se transfere la Filarmonica din Cernăuți, unde a activat până la sfârșitul vieții sale.
În 1978 a primit titlul de Artist Emerit al RSS Ucrainene, fiind decorat cu Ordinul „Prietenia între Popoare”.
În mai 1986, a avut loc catastrofa nucleară de la Cernobîl. Nazari Iaremciuk a efectuat trei vizite la 30 km de zona contaminată, îmbărbătându-i pe cei care lucrau acolo pentru limitarea efectelor dezastrului.
În 1987 Nazari Iaremciuk a primit titlul de Artist al Poporului din RSS Ucraineană. În 1988 a absolvit cursurile Institutului de Cultură din Kiev.
În perioada 1991-1993 a călătorit în Canada, unde și-a vizitat fratele mai mare care locuia în Winnipeg, precum și în SUA, Argentina și Brazilia. Cu această ocazie, el a susținut concerte, a căutat noi talente și a sprijinit grupurile de cântăreți amatori.
Suferind de o boală incurabilă, el a călătorit în 1995 în Canada pentru a se opera. Tratamentul efectuat acolo nu a fost de folos și, simțind că este pe moarte, Nazari Iaremciuk s-a întors în Ucraina pentru a muri acolo.

## Aprecieri
Pe clădirea Căminului Cultural din satul Negostina (județul Suceava) a fost amplasată o placă de marmură neagră cu imaginea artistului și un text în limba ucraineană cu următoarea traducere: „În această clădire, la 9 martie 1993, în perioada celei de-a IV-a ediții a Festivalului cântecului ucrainean din România, a interpretat artistul poporului din Ucraina, Nazari Iaremciuk”.

## Premii și distincții
- 1981 - 3 premii la Festivalul Internațional de Muzică Ușoară „Bratislava Lira” din Cehoslovacia: Marele Premiu al studenților, Premiul Comitetului Central al Comsomolului din Slovacia și Premiul pentru artă
- 1982 - Premiul Republican Nikolai Ostrovski
- 1985 - Premiul celei de-a XII-a ediție a Festivalui Internațional Unional al Tinerilor și Studenților de la Moscova
- 1996 - Premiul Taras Șevcenko conferit post-mortem pentru activitatea sa muzicală din periada 1973-1995